# Lực ly tâm
Lực ly tâm là một lực quán tính xuất hiện trên mọi vật nằm yên trong hệ quy chiếu quay so với một hệ quy chiếu quán tính. Nó là hệ quả của trường gia tốc, xuất hiện trong hệ quy chiếu phi quán tính mà trong trường hợp này là hệ quy chiếu quay.
Chúng ta cảm thấy lực này khi ngồi trong xe ô tô đang đổi hướng, hay chơi trò cảm giác mạnh như đu quay dây văng hay tàu siêu tốc ở công viên. Lực này được ứng dụng để tạo nên một trường gia tốc giúp phân loại các thành phần trong hỗn hợp vật chất, như máy phân tích ly tâm hay để vắt quần áo trong máy giặt.
Trong hệ quy chiếu, khi không có lực gì tác động vào các vật thể, chúng giữ chuyển động thẳng đều, theo định luật 1 Newton. Tuy nhiên chuyển động thẳng đều này lệch với chuyển động quay của hệ quy chiếu quay. Ví dụ về một người ngồi trong xe ô tô đang đổi hướng: nếu không có lực ma sát giữa người và ghế, người sẽ tiếp tục đi thẳng, còn ô tô và ghế đổi hướng. Người bị dịch chuyển, một cách tương đối, lệch khỏi ghế.
Nhìn trong hệ quy chiếu quay, các vật thể, vốn chuyển động thẳng đều trong hệ quy chiếu quán tính, bị đẩy ra theo phương xuyên tâm quay. Lực đẩy vật thể ra, quan sát trong hệ quy chiếu này, chính là lực ly tâm.

## Công thức
Hệ quy chiếu quay so với hệ quy chiếu quán tính là một dạng của hệ quy chiếu phi quán tính, vì chuyển động của hệ quy chiếu này không thẳng đều. Mọi điểm trong hệ quy chiếu quay với vận tốc góc không đổi w quanh một tâm cố định 
Véctơ vận tốc tại điểm cách tâm quay bán kính r sẽ luôn tiếp tuyến với quỹ đạo tròn của điểm quanh tâm quay, và hướng theo chiều quay. Do sau khi quay hết một góc 2π, điểm hoàn thành một quỹ đạo là đường tròn có chu vi dài 2πr, độ lớn không đổi của véctơ vận tốc là w=ωr.
v(t) = {vx(t), vy(t), vz(t)}
Với:
vz(t) = 0
vx(t) = ωrcos(wt)
vy(t) = wrsin(wt)
Nếu lấy trục z song song với trục quay; trục x vuông góc với trục quay và theo phương nối từ tâm quay đến điểm đang xét vào lúc t = 0; trục y vuông góc với hai trục còn lại.
Như vậy tại một thời điểm bất kỳ, gia tốc của điểm cách tâm r là:
a(t) = d v(t)/dt
{ax(t), ay(t), az(t)} = {dvx(t)/dt, dvy(t)/dt, dvz(t)/dt}
Hay:
az(t) = 0
ax(t) = -ω2rsin(ωt)
ay(t) = ω2rcos(ωt)
Như vậy véctơ gia tốc cũng quay tròn với vận tốc góc w, luôn vuông góc với véc tơ vận tốc, theo phương luôn hướng vào tâm quay. Nó có độ lớn tỷ lệ với bình phương ω và với khoảng cách r. Gia tốc trong công thức trên là gia tốc ly tâm, cũng có thể biểu diễn bằng biểu thức:
a = ω × (ω × r)
với ω là vận tốc góc của chuyển động quay của hệ; r là véc tơ vị trí từ tâm quay đến điểm đang xét gia tốc ly tâm; × là phép nhân véc tơ.
Lực quán tính lên vật có khối lượng m tại điểm cách tâm quay r là:
F(t) = - m a(t)
F = -m ω × (ω × r)
với m là khối lượng vật thể.
Độ lớn của lực là
|Flt| = mω2r
Còn phương của lực luôn ngược chiếu với gia tốc nghĩa là luôn theo phương ly tâm. Như vậy độ lớn của lực ly tâm tỷ lệ thuận với bình phương của vận tốc góc, và với bán kính quay.
Cũng có thể liên hệ với tốc độ thẳng thay cho tốc độ góc:
|Flt| = m |v|2 / |r|
Như vậy, độ lớn của lực ly tâm tỷ lệ thuận với khối lượng của vật chuyển động, với bình phương của tốc độ thẳng, và tỷ lệ nghịch với bán kính của đường cong. Phương của lực ly tâm là đường thẳng nối tâm của đường cong với trọng tâm của vật chuyển động, và chiều là từ tâm của đường cong ra phía ngoài.
Công thức trên đúng cho vật thể đứng yên trong hệ quy chiếu quay. Nếu vật thể di chuyển trong hệ quy chiếu quay, lực quán tính mà vật nhận được sẽ là lực Coriolis.

## Ứng dụng

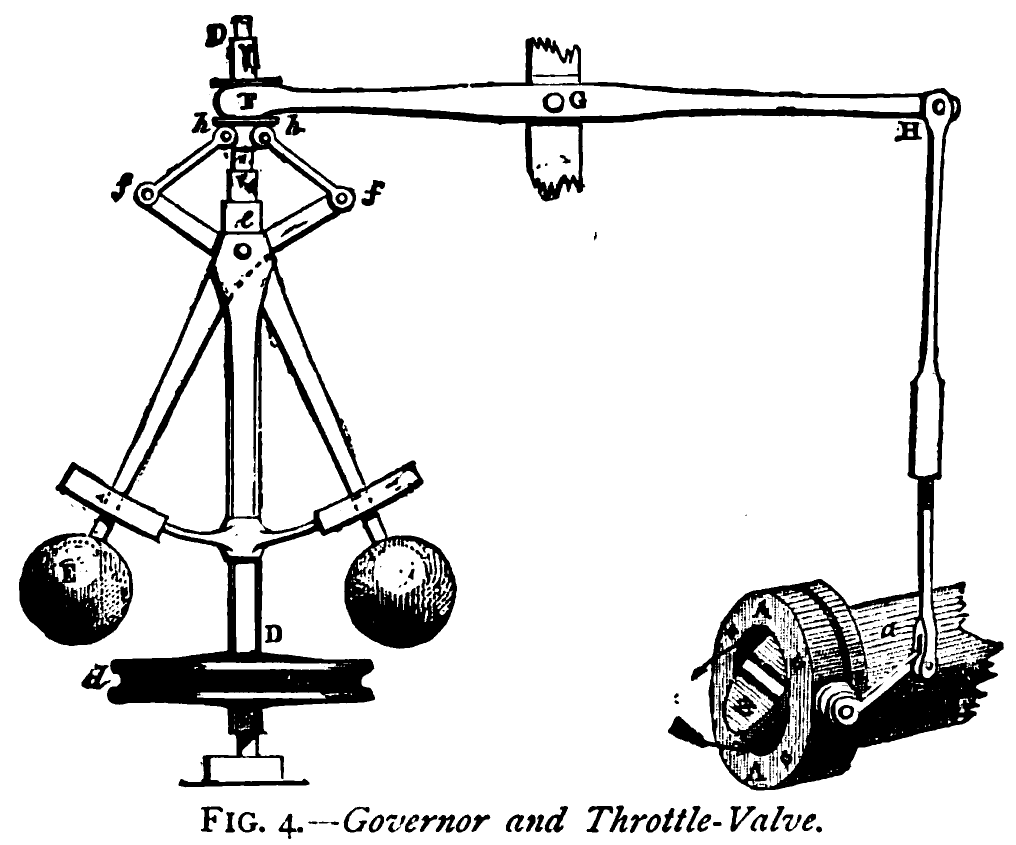
Máy điều tốc ly tâm, một ứng dụng cổ điển của lực ly tâm

Hệ quy chiếu quay giúp chúng ta có thể tạo ra trường gia tốc nhân tạo với độ lớn điều khiển được bằng tốc độ quay và khoảng cách tới tâm quay. Trường gia tốc nhân tạo có thể được ứng dụng các trạm vũ trụ, như trạm vũ trụ quốc tế, tạo ra một môi trường giúp phi hành gia có cảm giác về trọng lượng biểu kiến, như môi trường sống quen thuộc trên Trái Đất. Khả năng điều khiển cảm giác về trọng lượng biểu kiến của trường gia tốc ly tâm cũng được ứng dụng trong các trò chơi cảm giác mạnh như xe lao tốc độ.
Trong trường gia tốc, vật có khối lượng riêng thấp có xu hướng nổi lên trên các vật có khối lượng riêng lớn hơn; giúp phân tích các vật chất thành nhiều thành phần. Đây là ứng dụng trong máy phân tích ly tâm. Trường gia tốc ly tâm mạnh trong máy giặt giúp vắt khô quần áo khi trống vắt quay nhanh.
Một ứng dụng kinh điển của lực ly tâm trong cơ khí là bộ điều tốc ly tâm. Khi tốc độ quay của động cơ tăng, các quả nặng (miêu tả trong hình vẽ) chịu lực ly tâm lớn hơn, văng xa ra hơn và khép lại đường ống nhiên liệu của động cơ (hoặc, một cách tổng quát, giảm nguồn năng lượng cho động cơ); điều này dẫn đến tốc độ động cơ giảm lại. Khi tốc độ động cơ xuống thấp, lực ly tâm lên các quả nặng giảm, các quả nặng bị trọng lực kéo xuống và mở rộng đường ống nhiên liệu; điều này làm tốc độ động cơ tăng trở lại. Đây là một ví dụ của hoàn ngược âm, giúp điều tiết và giữ tốc độ quay của động cơ ổn định. Lực ly tâm cũng được dùng trong bộ ly hợp tự động của một số xe máy hay ô tô. Khi tốc độ quay của động cơ đạt đến ngưỡng thích hợp, lực ly tâm lên các quả nặng trong bộ ly hợp sẽ đủ lớn đến khép chặt các tiếp xúc và chuyển bộ ly hợp sang trạng thái truyền lực khiến xe chuyển bánh. Khi tốc độ động cơ dưới ngưỡng, lực ly tâm không đủ lớn và bộ ly hợp ngắt lực truyền, giúp xe đứng tại chỗ nhưng động cơ vẫn nổ máy.
Giải thích một số hiện tượng trong thực tế:
- Các vệ tinh nhân tạo, Mặt Trăng có thể chuyển động tròn đều (gần tròn) quanh Trái Đất là nhờ lực hướng tâm (lực hấp dẫn) tuy nhiên mặt trăng và các vệ tinh nhân tạo không rơi vào Trái Đất là nhờ tốc độ chuyển động đủ lớn tạo ra lực quán tính ly tâm cân bằng với lực hút của Trái Đất.
- Các hành tinh chuyển động với quỹ đạo gần tròn quanh Mặt Trời là nhờ lực hấp dẫn của mặt trời đối với các hành tinh đóng vai trò lực hướng tâm, đồng thời chuyển động của các hành tinh quanh mặt trời cũng tạo ra lực quán tính ly tâm nhờ đó mà các hành tinh không bị hút về phía Mặt Trời.
- Vào các khúc cua tròn trên đường, người ta thường làm mặt đường dốc nghiêng ra ngoài để tránh trường hợp các vào cua với tốc độ lớn lực quán tính ly tâm sẽ làm xe bị trượt ra khỏi đường.
- Các vận động viên ném tạ dây trước khi ném thường quay tròn để tạo ra hướng tâm và lực quán tính ly tâm lớn sau đó buông tay để tạ có thể bay xa hơn.
- Các máy giặt hiện đại thường sử dụng chuyển động quay tròn của động cơ để tạo ra chuyển động tròn của lồng giặt, khi quần áo được giặt xong chuyển động tròn tạo ra lực quán tính ly tâm đẩy văng các hạt nước dính trên quần áo ra khỏi lồng giặt thông qua các lỗ nhỏ nhờ đó mà quần áo được vắt khô hơn so với giặt tay. Đây cũng là nguyên lý chung của các loại máy ly tâm.